# 布魯斯鎮區 (密歇根州契皮瓦縣)
達夫特鎮區（英語：Dafter Township）是位於美國密西根州契皮瓦縣的一個行政鎮區。

## 地方資料
達夫特鎮區的面積為234.80平方千米，當中陸地面積為225.30平方千米，而水域面積為9.50平方千米。根據2020年美國人口普查的數據，當地共有人口2000人，而人口密度為每平方千米8.52人。